# Гаджиев, Зураб Магомедшапиевич
Зураб Магомедшапиевич Гаджиев (1 июля 1994, с. Вихли, Кулинский район, Дагестан) — российский армрестлер, чемпион России. Тренер в спортивно-адаптивной школе Махачкалы.

## Биография
Уроженец села Вихли Кулинского района. Является воспитанником махачкалинской СШОР им. Али Алиева. В январе 2014 года в Махачкале стал бронзовым призёром первенства Дагестана среди юношей и юниоров. 20 июня 2016 года ему было присвоено звание мастер спорта России. В октябре 2018 года на IX Фестивале культуры и спорта народов Кавказа в Грозном занял 3 место. В ноябре 2018 года в Польше на международном турнире «Zloty Tyr» стал бронзовым призёром в борьбе на левую руку. В январе 2019 года в спортивном зале Дагестанского государственного педагогического университета стал чемпионом Дагестана. В начале марта 2020 года выиграл чемпионат России в Перми. В середине марте 2022 года в Санкт-Петербурге выиграл чемпионат России. В конце сентября 2022 года в Грозном в составе сборной Дагестана принимал участие на XII фестивале культуры и спорта народов Юга России. В конце января 2023 года в Санкт-Петербурге Зураб Гаджиев стал лучшим в профессиональной лиге «Вершина 7». В середине апреля 2023 года стал вторым на чемпионате России в городе Орле.